# Radoslav Nenadál
Radoslav Nenadál (Šumperk, 30 de octubre de 1929 – 17 de julio de 2018) fue un escritor y traductor checo.

## Biografía
Aunque nació en Šumperk, en su infancia se trasladó a Praga con su familia. Estudió inglés en la Facultad de Filosofía de la Universidad Carolina. Después de estudiar, comenzó a trabajar como profesor.
Tradujo al checo libros de Ernest Hemingway, Truman Capote, John Irving, entre otros. Sus traducciones incluyen la novela La decisión de Sophie de William Styron. En 1981, Nenadal ganó el Premio a la Mejor traducción  por el libro de James Thurber, así como el Premio Odeon por su trabajo para la literatura de Estados Unidos. En 2017, fue llevado al Salón de la Fama por el Consejo de Traductores.
Escribió muchas novelas como Rakvářova dcera a jiné prózy (1985), Přijď zpět (anebo radši ne), Dušinky (1989), Gaudeamus či My tě zazdíme, Aido, dále Škorpión, Zahrada či Sešitky chrámové pěvkyně.